# エアバス・ヘリコプターズ H160
エアバス・ヘリコプターズ H160
H160
- 分類：汎用ヘリコプター
- 製造者：エアバス・ヘリコプターズ
- 初飛行：2015年6月13日
- 生産開始：2015年
- 運用状況：生産中

エアバス・ヘリコプターズ H160は、エアバス・ヘリコプターズ社が開発した汎用ヘリコプター。
6トン級の双発中型で、2015年6月初飛行が行われ2020年7月に欧州航空安全機関(EASA)の型式証明、2021年5月17日に国土交通省の型式証明を取得した。

## 概要
エアバスヘリコプターH160は、2011年にX4という名称で発表された。設計から製造、サポートまでデジタル化され、Blue Edgeと呼ばれる騒音と振動を低減して空力効率を向上さたメインローター、  機体後部の水平翼は「バイプレーン・スタビライザー」と呼ばれる複葉機の主翼ような二重翼、テールローターには新型の傾斜式フェネストロン構造など、静粛性や整備性を向上させている。

## 派生型
H160
- PT1はP＆WCエンジン搭載型
- PT2はサフラン・アラノエンジン搭載型(955kW/1,280 shp)

H160M
- 軍用型
  - フランス軍が「ゲパール(Guépard)」の名称で陸軍・海軍・空軍用合同軽ヘリコプター(HIL：Hélicoptère Interarmées Léger)として採用した[2]。

## 性能・主要諸元
|出典= エアバス・ヘリコプターズ社公式サイト
諸元
- 乗員: 1～2名
- 定員: 乗客(最大)12名
- 全長: 15.67 m
- 全高:
- ローター直径: 13.40 m
- 最大離陸重量: 6,050 kg
- 動力: サフランヘリコプターエンジン社アラノ1A ターボシャフトエンジン、955kW （1,280shp）   × 2基

性能
- 巡航速度: 255 km/h （138 kts）
- 航続距離: 880 km （474 KM）
- 実用上昇限度: 6,096 m （20,000 ft）